# Toni Nadal i Segura
Pour les articles homonymes, voir Nadal.
Toni Nadal i Segura, né le 12 novembre 1971 à Cervera (Catalogne) et mort le 1er juillet 2012 au Col de Contraix (La Vall de Boí, Catalogne), est un météorologue espagnol.

## Biographie
Il fait une maîtrise en géographie et commence à travailler au département de météorologie de TV3 (Télévision publique de Catalogne) comme boursier en 1993-1994, et comme professionnel depuis 1996 après avoir été brièvement à Televisión Española.
Il est le présentateur des programmes El Temps et Espai Terra.
Il meurt d'un accident de montagne quand il faisait la traversée des Carros de foc le 1er juillet 2012 à 41 ans,.
En janvier 2013, on lui décerne à titre posthume le prix Pica d'Estats de televisió pour un reportage télévisé sur les parcs éoliens de la comarque d'Alta Segarra passé dans le programme Espai Terra,. Le prix est remis le 31 mai 2013 à ses deux enfants et au directeur du programme Tomàs Molina.

### Sources
- (ca) Cet article est partiellement ou en totalité issu de l’article de Wikipédia en catalan intitulé « Toni Nadal i Segura » (voir la liste des auteurs).